# Blöndulón
Il Blöndulón, con i suoi 57 km2 ed ha una profondità di 39 m, è tra i laghi più grandi dell'Islanda. È stato creato tra il 1984 ed il 1991 come bacino artificiale per la centrale elettrica di Blönduvirkjun. Si trova lungo la strada di Kjalvegur, circa 25 km a nord delle terme di Hveravellir.